# Cyanea solanacea
Cyanea solanacea är en klockväxtart som beskrevs av Wilhelm B. Hillebrand. Cyanea solanacea ingår i släktet Cyanea, och familjen klockväxter. Inga underarter finns listade i Catalogue of Life.